# 下里登
下里登是德国巴伐利亚州的一个市镇。总面积13.90平方公里，总人口1362人，其中男性712人，女性650人（2011年12月31日），人口密度98人/平方公里。